# Oštarski Stanovi
Oštarski Stanovi is een plaats in de gemeente Rakovica in de Kroatische provincie Karlovac. De plaats telt 179 inwoners (2001).